# Air Austral
Air Austral är ett franskt flygbolag med bas på Roland Garros-flygplatsen i Sainte-Marie, Réunion, Frankrike
Bolaget trafikerar Réunion - Frankrike samt Afrika, Australien, Nya Kaledonien samt ett antal destinationer i Indiska Oceanen.
Air Austral grundades 1974 under namnet Réunion Air Service, men bytte namn till Air Austral i november 1990.

## Airbus A380
Air Austral lade 2009 order på två Airbus A380 till ett värde av 655 miljoner dollar. Bolaget planerar att ha endast ekonomiplatser och som många som möjligt; flygplanen kommer då att ha plats för 840 passagerare. Detta blir då det första A380 i världen med endast ekonomiklass.

## Flotta

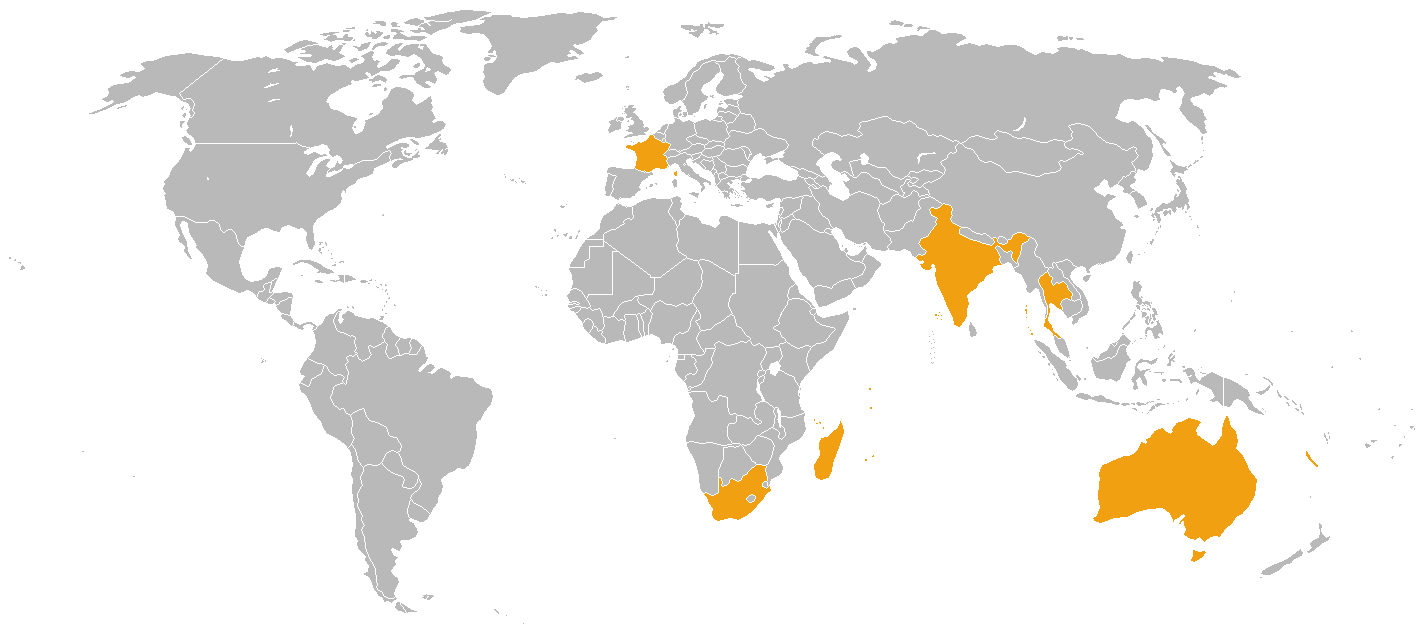
Air Austral Destinationer.

## Bilder

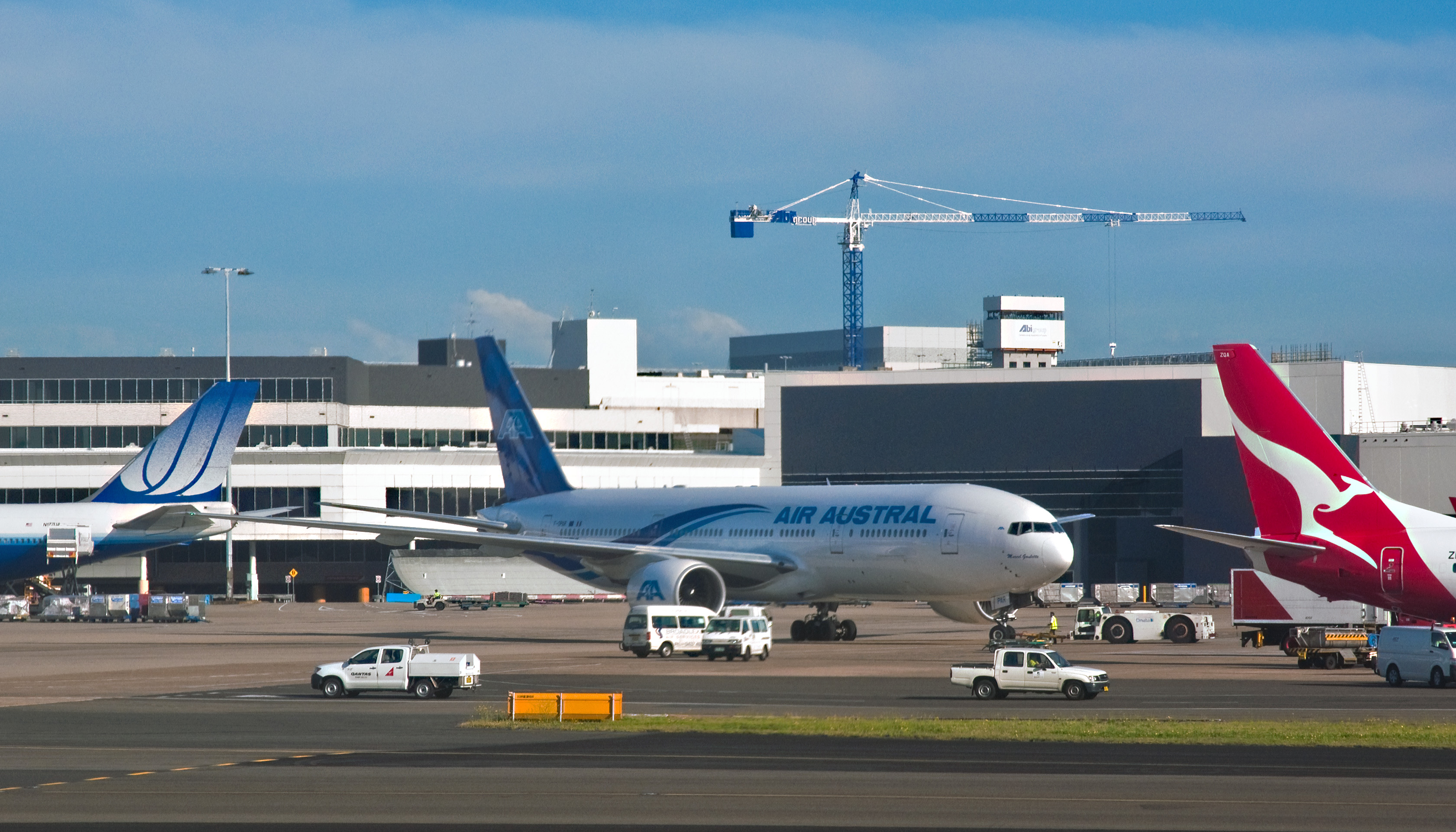
En Air Austral 777 i Sidney.
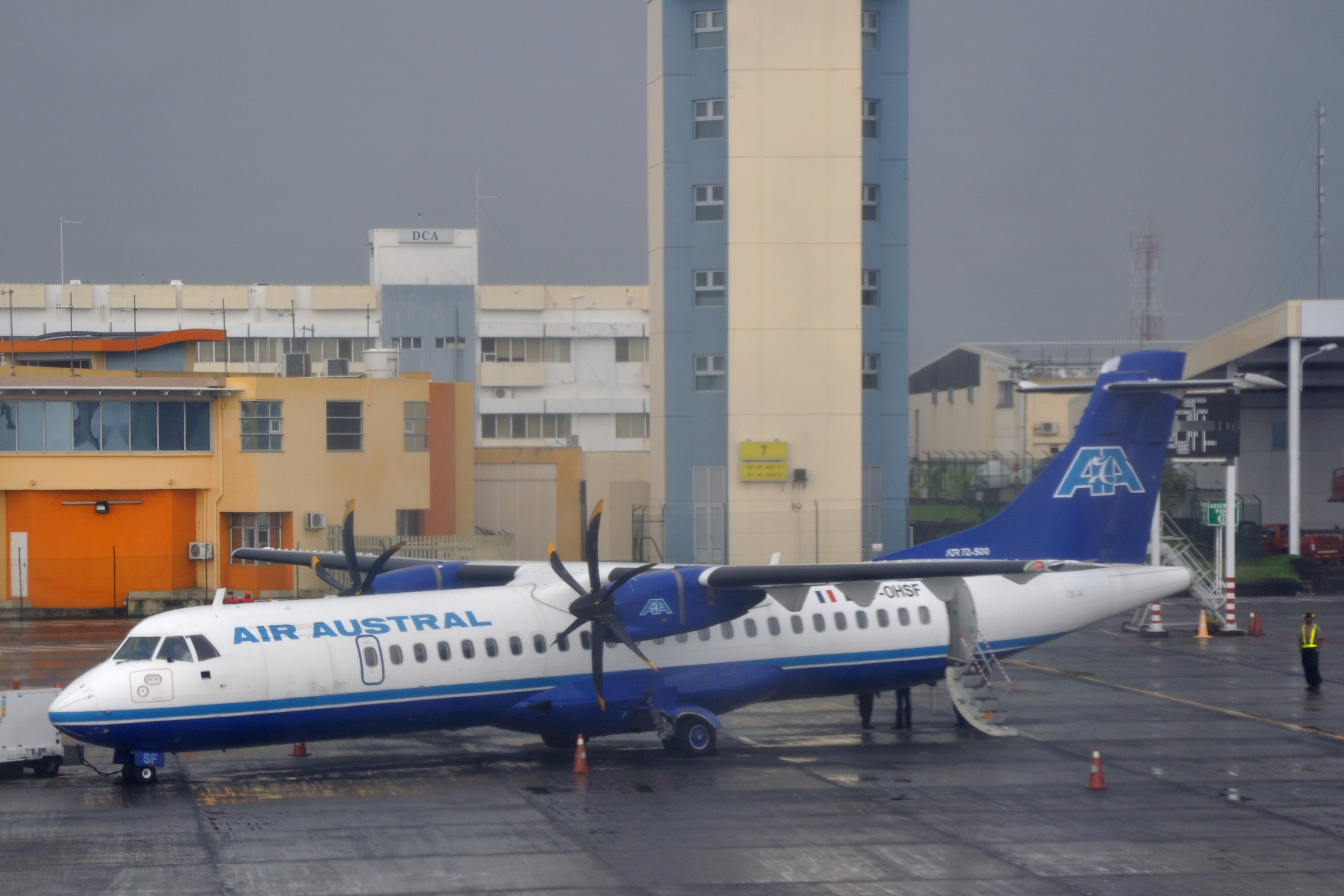
Air Austral ATR-72 på Mauritius.
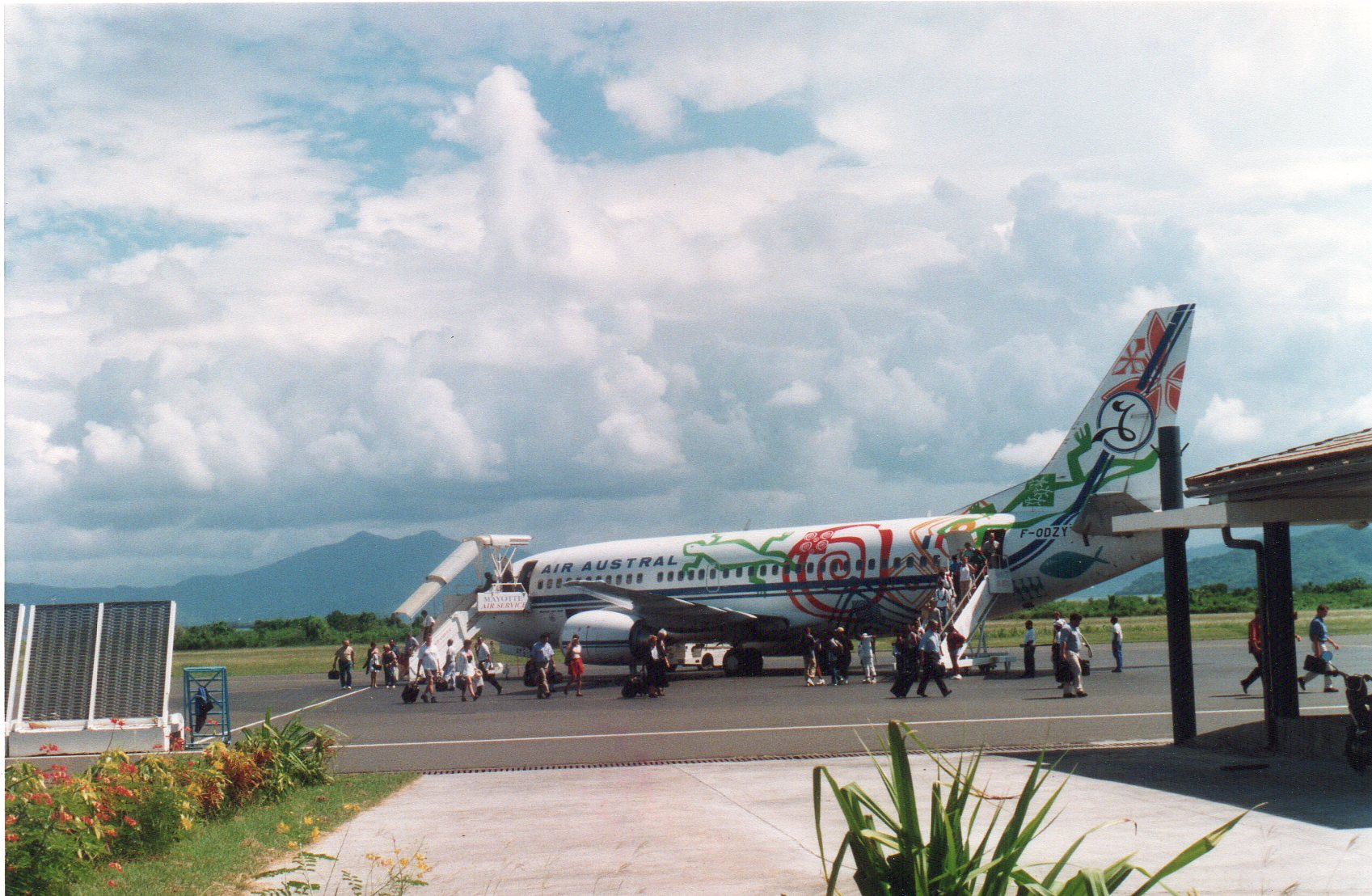
Air Austral.